# Korrigania
Genre
Korrigania est un genre de mollusques gastéropodes la famille des Bursidae.

## Liste des espèces
Selon World Register of Marine Species (26 janvier 2024) :
- Korrigania awatii (Ray, 1948)
- Korrigania fijiensis (R. B. Watson, 1881)
- Korrigania fosteri (Beu, 1987)
- Korrigania quirihorai (Beu, 1987)
- Korrigania vianelloi T. Cossignani, 2023

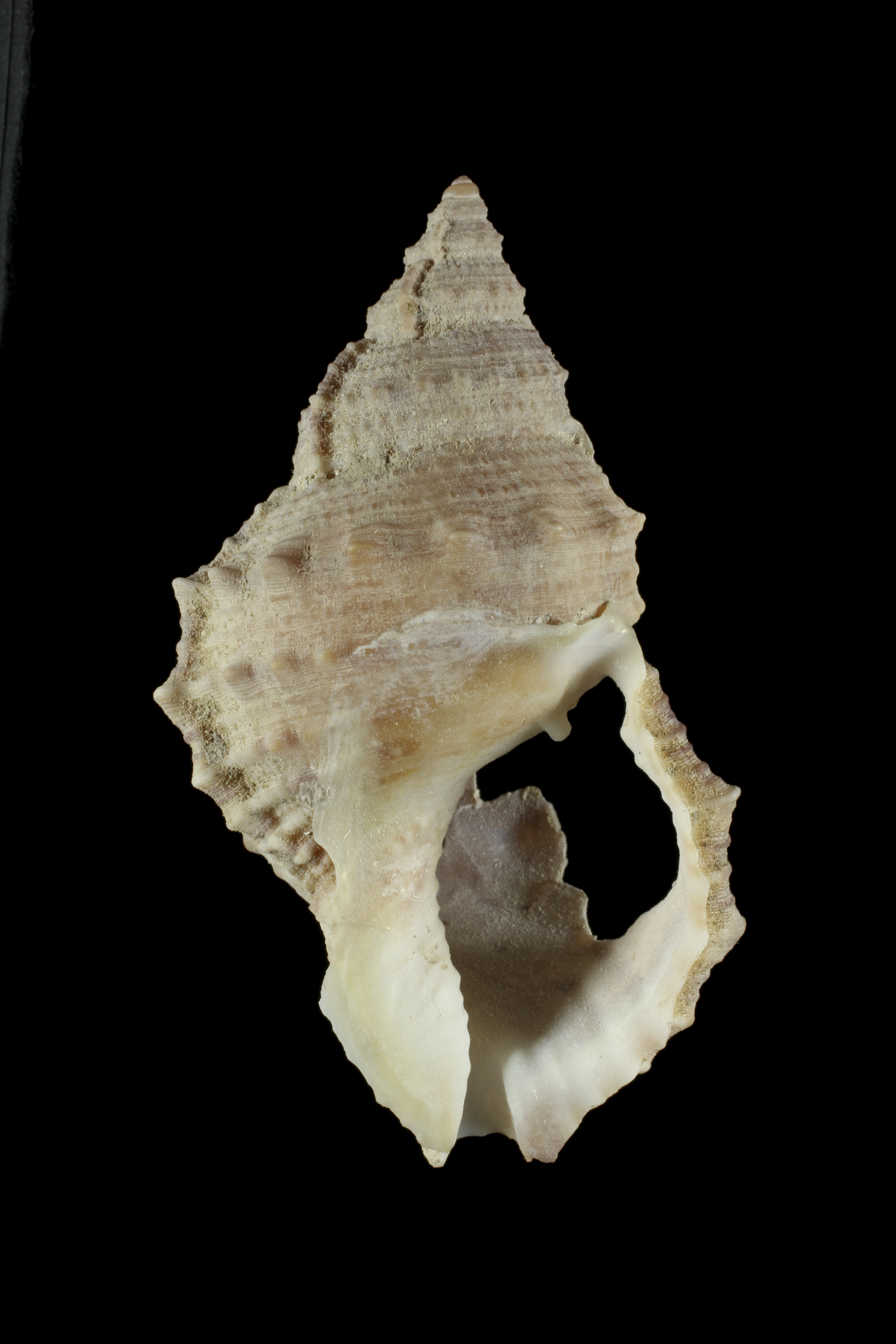
Korrigania awatii
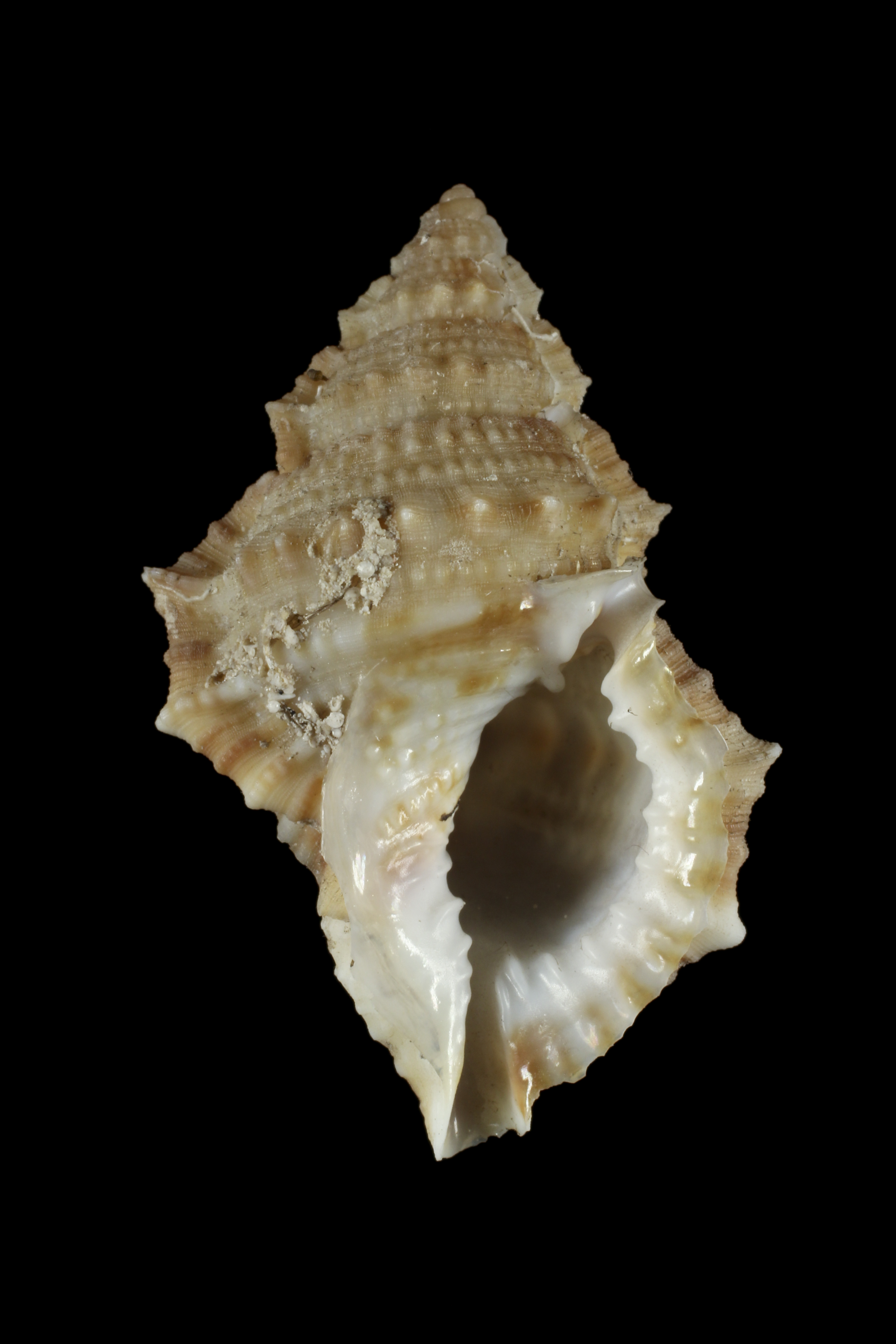
Korrigania fijiensis
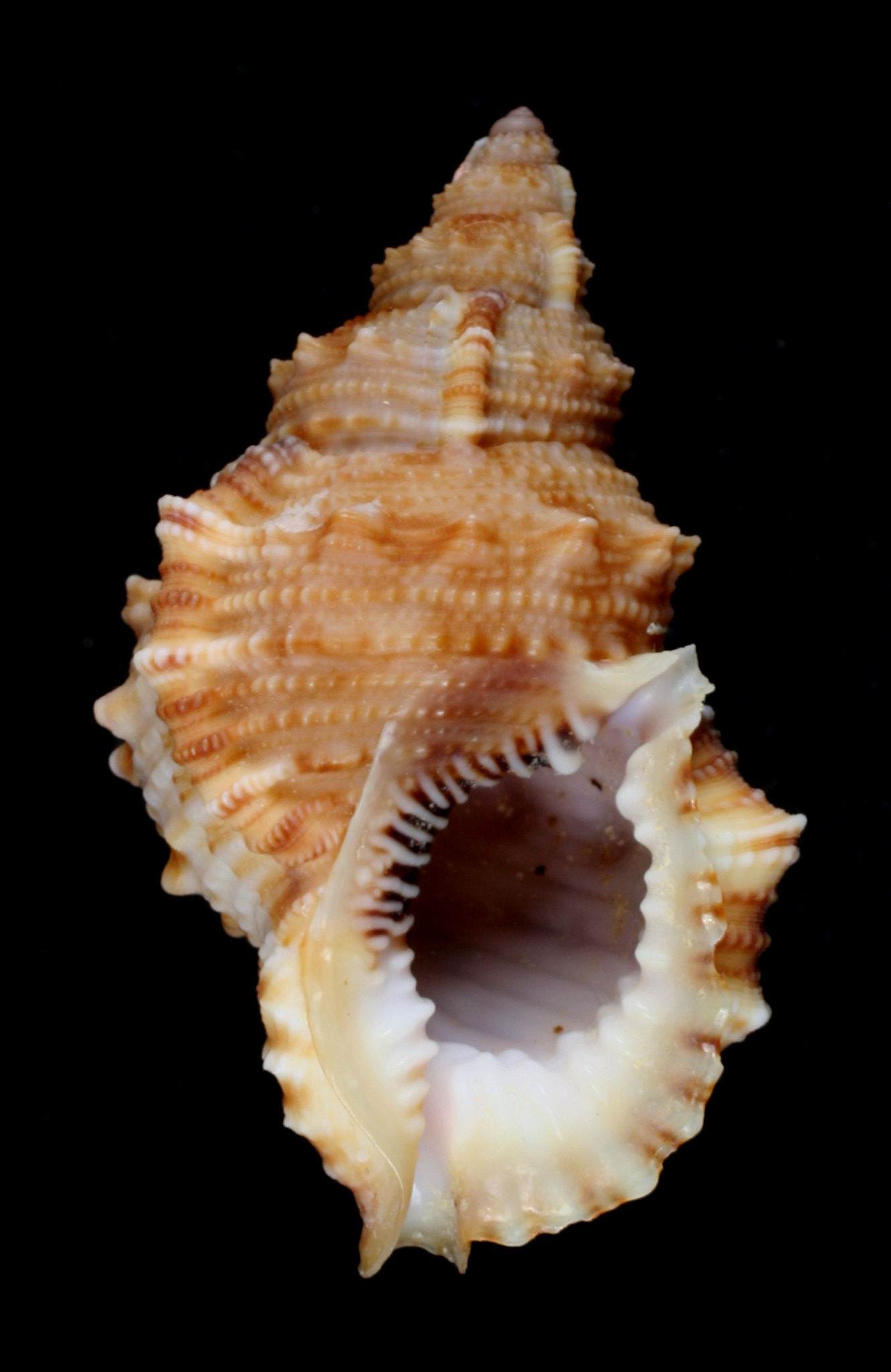
Korrigania fosteri
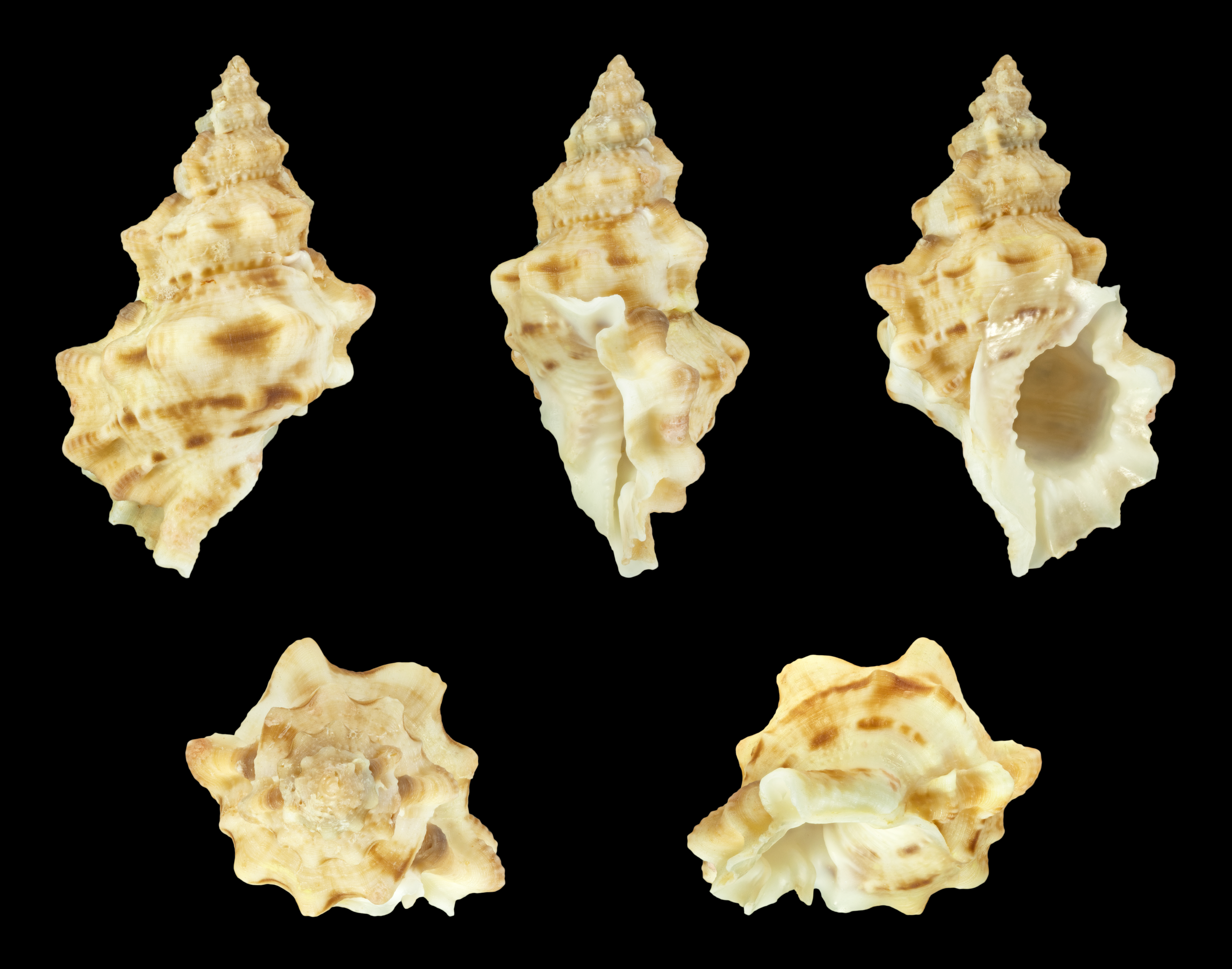
Korrigania quirihorai

## Systématique
Le nom valide complet (avec auteur) de ce taxon est Korrigania Sanders (d), Merle (d), Laurin, Bonillo (d) & Puillandre (d), 2020,.

## Publication originale
- (en) Malcolm T. Sanders, Didier Merle, Michel Laurin, Céline Bonillo et Nicolas Puillandre, « Raising names from the dead: A time-calibrated phylogeny of frog shells (Bursidae, Tonnoidea, Gastropoda) using mitogenomic data », Molecular Phylogenetics and Evolution, États-Unis, vol. 156, no 107040,‎ mars 2021 [validité taxonomique 2020], p. 1-12 (ISSN 1055-7903, e-ISSN 1095-9513, DOI 10.1016/j.ympev.2020.107040, lire en ligne, consulté le 26 janvier 2024).